# Frönhån
Frönhån är en sjö i Älvdalens kommun i Dalarna och ingår i Dalälvens huvudavrinningsområde. Sjön har en area på 0,111 kvadratkilometer och ligger 546,9 meter över havet. Sjön avvattnas av vattendraget Guttan.

## Delavrinningsområde
Frönhån ingår i det delavrinningsområde (687284-132191) som SMHI kallar för Utloppet av Frönhån. Medelhöjden är 564 meter över havet och ytan är 1,33 kvadratkilometer. Räknas de 18 avrinningsområdena uppströms in blir den ackumulerade arean 294,07 kvadratkilometer. Guttan som avvattnar avrinningsområdet har biflödesordning 2, vilket innebär att vattnet flödar genom totalt 2 vattendrag innan det når havet efter 493 kilometer. Avrinningsområdet består mestadels av skog (84 procent). Avrinningsområdet har 0,11 kvadratkilometer vattenytor vilket ger det en sjöprocent på 8,4 procent.